# テレル郡 (ジョージア州)
テレル郡（テレルぐん、英: Terrell County）は、アメリカ合衆国ジョージア州の南西部に位置する郡である。2010年国勢調査での人口は9,315人であり、2000年の10,970人から15.1%減少した。郡庁所在地はドーソン市（人口4,540人）であり、同郡で人口最大の都市でもある。
テレル郡はオルバニー大都市圏に属している。

## 歴史
テレル郡は1856年2月16日に、ジョージア州議会の法により、ランドルフ郡とリー郡の一部を合わせて設立された。郡名はジョージア州スパータの出身で、ジョージア州議会議員、アメリカ合衆国下院議員を務めたウィリアム・テレル博士に因んで名付けられた。

## 地理
アメリカ合衆国国勢調査局に拠れば、郡域全面積は337.63平方マイル (874.5 km2)であり、このうち陸地335.37平方マイル (868.6 km2)、水域は2.26平方マイル (5.9 km2)で水域率は0.67%である。

### 主要高規格道路

#### アメリカ国道
- アメリカ国道82号線

#### ジョージア州道
- ジョージア州道32号線
- ジョージア州道41号線
- ジョージア州道45号線
- ジョージア州道49号線
- ジョージア州道50号線
- ジョージア州道55号線
- ジョージア州道118号線
- ジョージア州道520号線

### 隣接する郡
- ウェブスター郡 - 北
- サムター郡 - 北東
- リー郡 - 東
- ドウアティ郡 - 南東
- カルフーン郡 - 南西
- ランドルフ郡 - 西

## 人口動態
以下は2000年の国勢調査による人口統計データである。
| 基礎データ - 人口: 10,970人 - 世帯数: 4,002 世帯 - 家族数: 2,913 家族 - 人口密度: 13人/km2（33人/mi2） - 住居数: 4,460軒 - 住居密度: 5軒/km2（13軒/mi2） 人種別人口構成 - 白人: 37.95% - アフリカン・アメリカン: 60.69% - ネイティブ・アメリカン: 0.20% - アジア人: 0.35% - 太平洋諸島系: 0.03% - その他の人種: 0.09% - 混血: 0.69% - ヒスパニック・ラテン系: 1.24% | 年齢別人口構成 - 18歳未満: 28.4% - 18-24歳: 9.5% - 25-44歳: 26.0% - 45-64歳: 23.2% - 65歳以上: 13.0% - 年齢の中央値: 35歳 - 性比（女性100人あたり男性の人口） - 総人口: 88.3 - 18歳以上: 82.6 世帯と家族（対世帯数） - 18歳未満の子供がいる: 33.3% - 結婚・同居している夫婦: 44.1% - 未婚・離婚・死別女性が世帯主: 24.0% - 非家族世帯: 27.2% - 単身世帯: 24.3% - 65歳以上の老人1人暮らし: 10.2% - 平均構成人数 - 世帯: 2.69人 - 家族: 3.18人 | 収入と家計 - 収入の中央値 - 世帯: 26,969米ドル - 家族: 31,693米ドル - 性別 - 男性: 27,320米ドル - 女性: 19,895米ドル - 人口1人あたり収入: 13,894米ドル - 貧困線以下 - 対人口: 28.6% - 対家族数: 22.7% - 18歳未満: 40.5% - 65歳以上: 22.0% |

## 都市と町
- ブロンウッド
- ドーソン - 郡庁所在地
- パロット
- サッサー